# Kępie (powiat sandomierski)
Kępie – wieś w Polsce położona w województwie świętokrzyskim, w powiecie sandomierskim, w gminie Klimontów.
W latach 1975–1998 miejscowość należała administracyjnie do województwa tarnobrzeskiego.